# Ravastjärnen
Ravastjärnen är en sjö i Bjurholms kommun i Ångermanland och ingår i Hörnåns huvudavrinningsområde. Sjön har en area på 0,0409 kvadratkilometer och ligger 212,1 meter över havet.

## Delavrinningsområde
Ravastjärnen ingår i det delavrinningsområde (709087-167964) som SMHI kallar för Ovan Torrsjöbäcken. Medelhöjden är 174 meter över havet och ytan är 37,63 kvadratkilometer. Räknas de 20 avrinningsområdena uppströms in blir den ackumulerade arean 222,49 kvadratkilometer. Avrinningsområdets utflöde Hörnån mynnar i havet. Avrinningsområdet består mestadels av skog (76 procent) och sankmarker (11 procent). Avrinningsområdet har 0,17 kvadratkilometer vattenytor vilket ger det en sjöprocent på 0,4 procent.